# Негирање
Негирање је један од механизама одбране којим се его брани од потиснутих мисли и афеката тако што их свесно исказује, у негативном облику, одричући њихово постојање. Појам је у науку увео Сигмунд Фројд. Пример тога била би особа која негира свој претходно испољен став реченицама као што су: "Није тачно, нисам то рекао/ла" или "Није тако; погрешно си разумео/ла".